# 1042 Amazone
1042 Amazone è un asteroide della fascia principale del diametro medio di circa 73,64 km. Scoperto nel 1925, presenta un'orbita caratterizzata da un semiasse maggiore pari a 3,2344985 UA e da un'eccentricità di 0,0938317, inclinata di 20,68844° rispetto all'eclittica.
Il suo nome fa riferimento alle Amazzoni, le donne guerriere della mitologia greca.